# 梅里达内华达山脉
梅里达内华达山脉（Sierra Nevada de Mérida）是委内瑞拉的一座山脉，也是委内瑞拉最大的断层地块。梅里达内华达山脉是安第斯山脉的一部分，山脉包括委内瑞拉的最高峰，海拔4,981（16,342英尺）的玻利瓦尔峰，还有邦普朗峰、洪保德峰等。
内华达山脉国家公园就位于山区内。